# 西川宏美
西川宏美（日语：／ Nishikawa Hiromi，1972年12月29日—），日本女性配音員、旁白。青二Production所屬。出身於東京都。身高158cm。A型血。

## 來歷
青二塾東京校第13期畢業。

## 人物
資格、執照：芳香療法檢定1級。興趣：天然石服裝配飾製作、穿和服、陶藝、釣魚、電視遊戲。特長：麵包烘焙、改變髮型。

## 演出

### 電視動畫
年份不詳
- 奇天烈大百科（男孩子、主婦、小孩、六年級生、女大學生、肉山的夥伴）
- 蠟筆小新（年份不詳—2023年，衛生員阿姨、女大學生B、貓、大嬸、春惠 等）

1993年
- GS美神（小孩、兔女郎、女性、女學生）
- 灌籃高手（松井、女大學生、女學生）
- 七龍珠Z（1993年—1996年，女性、惡童）
- 足球風雲（女孩子）
- 美少女戰士系列（1993年—1995年，女孩子、小孩、女學生、 等）3系列

1994年
- 小小男子漢（女性社員A）
- 橘子醬男孩（女性）

1996年
- 近所物語（販售員）
- 繚亂幻想 ～賢治之春（日语：イーハトーブ幻想〜KENjIの春）（學生）
- 鬼太郎 (第4作)（1996年—1997年，女性A、美女、女性、主播、主婦A）

1998年
- 遊☆戲☆王（布魯）
- 羅德斯島戰記 -英雄騎士傳-（雅娜·卡拉）
- 失落的宇宙（准看）

1999年
- BLUE GENDER（敏）

2000年
- 犬夜叉（巴桑）
- ONE PIECE（2000年—2009年，沐蒂、班琪、戰士、女戰士、波斯菊、女將、木蓮）

2001年
- ANGELIC LAYER 天使領域（稻田夕子）
- 地球防衛家族（副官）
- 野野子（日语：ののちゃん）（護士）

2002年
- 地球防衛家族（副官）
- 超重神GRAVION（琳達）

2004年
- 下級生2 ～瞳孔中的少女們～（橫溝富美）
- 鼻毛真拳（魚雷女孩（日语：魚雷ガール））

2005年
- 我們這一家（2005年—2008年，老闆娘、大嬸B、麵包店主人的太太、阿姨、老婆婆 等）
- 天使心（福留祐介〈幼年時期〉）

2006年
- 飛天小女警Z（美容院的客人）

2007年
- 鬼太郎 (第5作)（秘書）

2008年
- 忍者亂太郎（2008年—2022年，書記阿姨〈第2代〉、阿姨、庵主）
- 魔法使的條件 ～夏日天空～（草太的母親）

2009年
- 閃亮雙胞胎（町田的母親、阿姨）
- 名偵探柯南（2009年—2016年，道田巡子、主婦）

2010年
- 哆啦A夢 (水田山葵版)（2010年—2017年，主婦、幽靈、房東）

2015年
- 英國一家，吃在日本（日语：英国一家、日本を食べる）（牧場主人）

2019年
- 爆釣王（日语：爆釣バーハンター）（蒙娜麗莎）

### 電影動畫
- 劇場版 美少女戰士R（1993年，風鈴草）
- 劇場版 灌籃高手（日语：スラムダンク (1994年の映画)）（1994年，松井）
- 灌籃高手：稱霸全國！櫻木花道（日语：スラムダンク 全国制覇だ! 桜木花道）（1994年，松井）
- 喀喀喀的鬼太郎：大海獸（1996年，村人B）
- 劇場版 遊☆戲☆王（1999年，健太）
- 蠟筆小新：風起雲湧 光榮燒肉之路（2003年，下田的妻子[6]）
- 河童之夏（2007年，電車上的阿姨）

### OVA
- 銀河少女警察 The Animation（1999年，廣播、天氣預報員、主播A）
- 英雄傳說 空之軌跡 THE ANIMATION（2011年，露西歐拉）

### 網路動畫
- 蠟筆小新外傳 帶家族之狼（日语：クレヨンしんちゃん外伝 家族連れ狼）（2017年，小孩A、奶奶）

### 遊戲
1994年
- 女神天國（日语：女神天国）

1997年
- 心動美麗同盟（日语：ドキドキプリティリーグ#ドキドキプリティリーグ）（綾小路櫻）

1998年
- 星之丘學園物語 學園祭（日语：星の丘学園物語 学園祭）（片栗霞）

2000年
- 決戰（日语：決戦 (コーエー)）（才藏、細川伽羅奢）

2001年
- （阿真女）
- 百獸戰隊牙吠連者（女拉塞茲）

2002年
- 初吻☆物語II ～有你在的話～（日语：ファーストKiss☆物語）（本鄉路美紗）
- Reveal Fantasia ～瑪莉艾露路與妖精物語～（日语：リーヴェルファンタジア〜マリエルと妖精物語〜）（莉薇）

2004年
- 犬夜叉 ～詛咒的假面～
- 爆裂鼻毛真拳 爆鬪恥毛大戰（日语：ボボボーボ・ボーボボ 爆闘ハジケ大戦）（魚雷女孩）

2005年
- 世界傳說 變裝迷宮3（日语：テイルズ オブ ザ ワールド なりきりダンジョン3）（波尼）
- 裝甲警備隊SF（日语：リモートコントロールダンディSF）（尼基·克利普）

2006年
- 英雄傳說 空之軌跡SC（露西歐拉）

2007年
- 英雄傳說 空之軌跡 the 3rd（露西歐拉）

2008年
- 風之少年 通往幻夢界之門（月之女王、老婆婆）[注 1]
- 最終護花使者2 ～深夜甜蜜之刺～（日语：ラスト・エスコート）（柊子媽媽）

2012年
- DARK ESCAPE 3D（日语：ダークエスケープ 3D）

2013年
- 英雄傳說 閃之軌跡（斯卡蕾特[7]）

### 特攝影集
- 鐵腕偵探露寶達（1998年，小象機器人的聲音）
- 鐵腕偵探露寶達&加布達 不可思議之國的大冒險（1998年，小象機器人的聲音）
- 假面騎士鄂鬥（2001年，皇后捷豹路／潘特拉斯·馬吉斯特拉的聲音）
- 百獸戰隊牙吠連者（2001年，三大公爵殿下·拉塞茲的聲音〈女人的聲音〉）
- 忍風戰隊破裏劍者（2002年，香水忍者基拉·科羅內的聲音）

### 廣播劇CD
- 黑暗邊緣（日语：DARK EDGE）（深谷）
- 幻想傳奇 變裝迷宮（日语：テイルズ オブ ファンタジア なりきりダンジョン） -月之章-（母親）
- 下級生2 廣播劇CD(2)（2004年，橫溝富美）

### 音樂CD
- 下級生2 ～瞳孔中的少女們～ 歌曲集（2004年11月26日）

### 舞台
- 劇團大富豪6回公演 「八月的舍赫拉查德（再演）」（2009年2月26日—3月1日，中目黑伍迪劇場）
- 劇團大富豪特別公演 「Cage.」（2010年3月24日—28日，中野The Pocket）

### 解說
- 香取慎吾的特上！天聲慎吾（日语：香取慎吾の特上!天声慎吾）
- THE SCOOP（日语：ザ・スクープ）
- 38COM-SHOW
- SmaSTATION!!（日语：SmaSTATION!!）
- What's on Asia
- 報道特集（日语：報道特集 (TBS)）

### 電視劇
- 上班族刑警（日语：サラリーマン刑事）3（2000年）

### 電影
- 大搜查線 THE MOVIE（1998年）

### 旁白
- 看清世界！電視特搜部（日语：世界まる見え!テレビ特捜部）
- 日立 發現世界不可思議的地方！（日语：日立 世界・ふしぎ発見!）

### 廣播節目
- 私立高校特別節目

### 廣播劇
- 青山二丁目劇場（日语：青山二丁目劇場）
  - （山下倫子）
  - （市川靜子）
  - 醜小鴨（母鴨）

### 其它
- It's Say You vol.3
- （主持人）

## 腳註

## 外部連結
- 西川宏美｜青二Production （日語）
- 西川宏美｜青二ProductionPDF （日語）
- 西川宏美的X（前Twitter） （日語）
- （日語）—西川宏美的官方個人部落格。